# Walter Manoschek

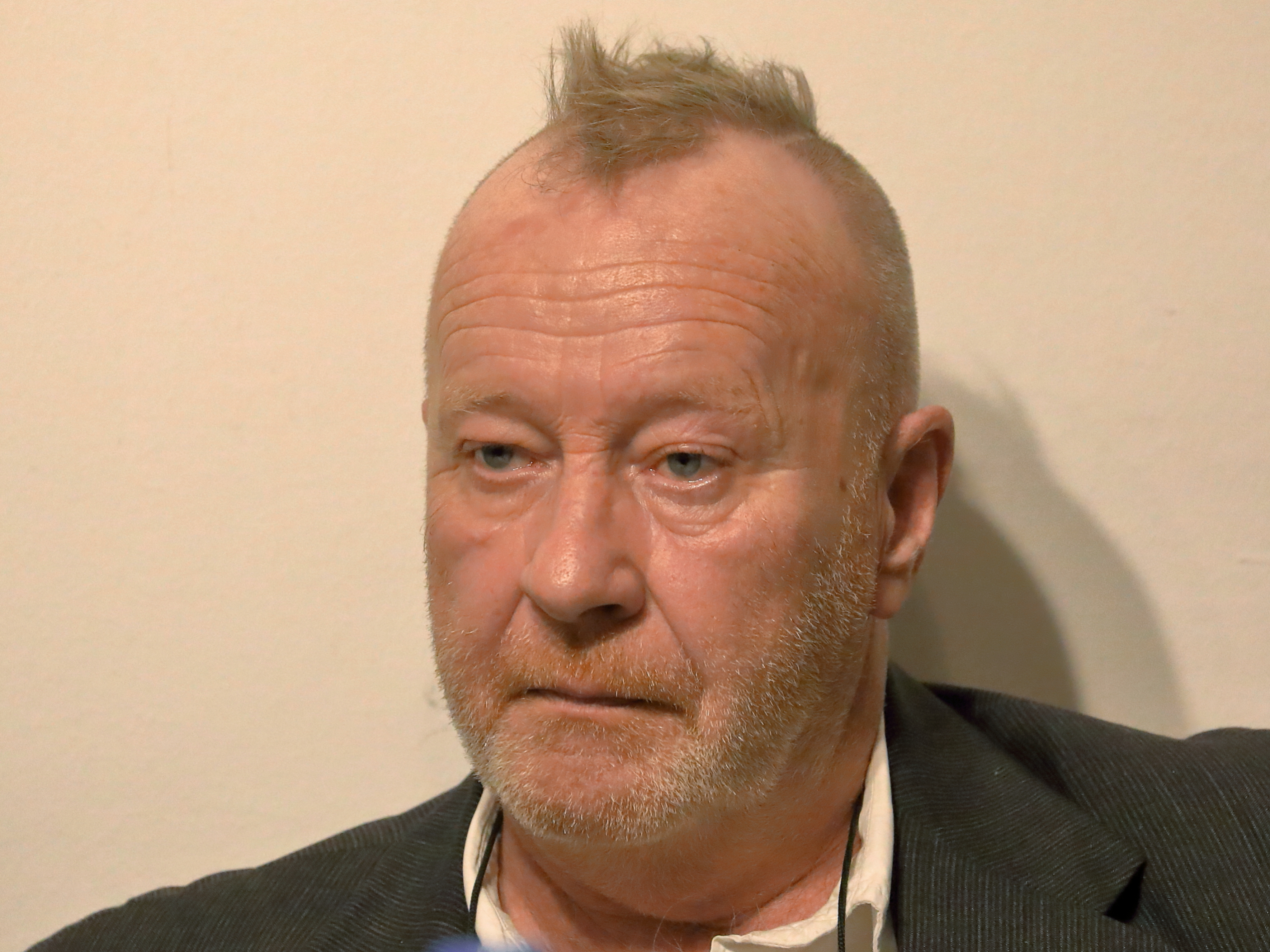
Walter Manoschek (2020)

Walter Manoschek (* 21. August 1957 in Wien) ist ein österreichischer Politikwissenschaftler und außerordentlicher Universitätsprofessor an der Universität Wien.

## Leben
1990 schloss Manoschek sein Studium der Politikwissenschaft an der Universität Wien mit Dr. phil. ab und arbeitete von 1992 bis 2001 als Assistent am Institut für Staats- und Politikwissenschaft der Universität Wien. Ab 2001 war er an derselben Universität für Politikwissenschaft habilitiert und Außerordentlicher Universitätsprofessor; von 2004 bis 2006 war er zudem Vorstand des Instituts für Staatswissenschaft dieser Universität.
Manoschek setzte sich im Rahmen seiner wissenschaftlichen Arbeit vor allem mit Holocaust, Nationalsozialismus und Vergangenheitspolitik in Österreich und Deutschland auseinander.
Von 1995 bis 1999 war er Mitgestalter der Wehrmachtsausstellung (korrekt: Verbrechen der Wehrmacht 1941–1945), die in über 30 Orten in Deutschland und Österreich gezeigt und von etwa einer Million Menschen besucht wurde. Sie löste sowohl auf wissenschaftlicher, medialer und familiärer Ebene heftige Diskussionen aus.
Im November 2012 wurde im Rahmen der 50. Viennale sein Dokumentationsfilm „Dann bin ich ja ein Mörder“ gezeigt und mit dem Anerkennungspreis der Stadt Wien ausgezeichnet. Der Film befasst sich mit dem Massaker von Deutsch Schützen. Elfriede Jelinek schreibt über diesen Film: „Das ist eine große Kunst. Das ist bisher zu selten passiert, eben, wie gesagt, eine Darstellung ohne Eifer und ohne Zorn, von einem, der leidenschaftliche Teilnahme für die Opfer hat, ohne die Täter ahistorisch zu verteufeln und zu dämonisieren. Da versucht einer, der es weiß, trotzdem zu verstehen. Das ist sehr viel.“

## Schriften (Auswahl)
- Serbien ist judenfrei. Militärische Besatzungspolitik und Judenvernichtung in Serbien 1941/42 (= Beiträge zur Militärgeschichte; Bd. 38). Oldenbourg, München 1993, ISBN 978-3-486-55974-3 (zugl.: Wien, Univ., Diss.).
- mit Gabriele Anderl: Gescheiterte Flucht. Der jüdische „Kladovo-Transport“ auf dem Weg nach Palästina 1939–42. Verlag für Gesellschaftskritik, Wien 1993, ISBN 3-85115-179-8.
- (Hrsg.): "Es gibt nur eines für das Judentum: Vernichtung." Das Judenbild in deutschen Soldatenbriefen 1939–1944. Hamburger Edition, Hamburg 1995, ISBN 978-3-930908-05-9
- Die Wehrmacht im Rassenkrieg, Wien 1996, ISBN 978-3854522959.
- Opfer der NS-Militärjustiz. Urteilspraxis – Strafvollzug – Entschädigungspolitik in Österreich. Mandelbaum, Wien 2003, ISBN 3-85476-101-5.
- (Hrsg.): Der Fall Rechnitz. Das Massaker an Juden im März 1945. Braumüller, Wien 2009, ISBN 978-3-7003-1714-2.
- Dann bin ich ja ein Mörder! Adolf Storms und das Massaker an Juden in Deutsch Schützen. Wallstein Verlag, Göttingen 2015, ISBN 978-3-8353-1650-8.
- Vernichtet. Die österreichischen Juden und Jüdinnen in den Ghettos des Generalgouvernements 1941/1942. Czernin, Wien 2023, ISBN 978-3-7076-0821-2.